# Ferme d'Herbouilly
La ferme d'Herbouilly était le poste de commandement du Capitaine Goderville lors des opérations de résistance dans le Vercors en juin 1944.

## Historique
Située sur le plateau d'Herbouilly plus précisément dans une clairière de la forêt d'Herbouilly, non loin de la grotte de la cheminée (aux limites des territoires communaux de Saint-Julien-en-Vercors, Saint-Martin-en-Vercors et Villard-de-Lans), le site de la ferme permettrait de recevoir des parachutages et/ou d’abriter des combattants, la ferme, isolée en plein centre du Vercors dans un lieu difficile d'accès mais facilement repérable par avion, avait été abandonnée dans les années 1930 à cause d'une épidémie de charbon.
Détruite en juillet 1944 par les troupes allemandes, il en reste aujourd'hui quelques ruines. Un panneau explicatif a été apposé sur les lieux.